# Cuaenlairat rogenc
El cuaenlairat rogenc o, més popularment conegut com a cuenlairat, a Catalunya, rossarda, al País Valencià, o coadreta, a les Balears (Cercotrichas galactotes) és un moixó de camp, vagament similar al tord, però classificat a la família dels muscicàpids, dins de l'ordre dels passeriformes. El seu estat de conservació es considera de risc mínim.

## Morfologia
- Fa 15 cm de llargària.
- El mantell és vermellenc, mentre que per sota és de color bru pàl·lid.
- Té una banda crema sobre de l'ull.
- Cua molt llarga, en forma de ventall, de color vermellós, amb taques blanques i negres molt vistoses a l'extrem.

## Subespècies
- Cercotrichas galactotes familiaris
- Cercotrichas galactotes galactotes (Temminck, 1820)
- Cercotrichas galactotes minor
- Cercotrichas galactotes syriacus

## Reproducció
Només nidifica a la part més meridional d'Europa (a Grècia i a la península Ibèrica, però no arriba al Delta de l'Ebre). També cria al sud del Sàhara (des del Sahel fins a Somàlia).
Construeix el niu en un arbust i hi pon 3-5 ous.

## Alimentació
Menja insectes que atrapa a terra.

## Distribució geogràfica
Viu als ambients mediterranis del sud d'Europa, Àfrica del Nord i Pròxim Orient fins al Pakistan. Als Països Catalans és molt escàs, tant com a migrador com en qualitat d'ocell visitant i, si se'l veu, és sempre a les comarques litorals.

## Costums
Té una peculiar forma de posar-se, amb les ales penjants i la cua desplegada i aixecada. El seu cant és força harmoniós.